# Puchar Świata w Piłce Siatkowej Kobiet 1977
Puchar Świata w Piłce Siatkowej Kobiet 1977 odbył się w dniach 7-15 listopada 1977 w Tokio w Japonii.

## Uczestnicy
- Japonia jako gospodarz pucharu świata.
- ZSRR
- Korea Południowa
- Peru
- Kuba
- Stany Zjednoczone
- Węgry
- Chiny

## Runda wstępna

### Grupa A
Wyniki
| Data | Drużyna 1         | Wynik | Drużyna 2         | 1     | 2     | 3     | 4     | 5     | * |
| ---- | ----------------- | ----- | ----------------- | ----- | ----- | ----- | ----- | ----- | - |
| 7.11 | Chiny             | 3:1   | Stany Zjednoczone | 15:11 | 15:3  | 12:15 | 15:2  |       |   |
| 7.11 | Japonia           | 3:0   | Węgry             | 15:6  | 15:7  | 15:7  |       |       |   |
| 8.11 | Chiny             | 3:0   | Węgry             | 15:10 | 15:5  | 15:6  |       |       |   |
| 8.11 | Japonia           | 3:0   | Stany Zjednoczone | 15:2  | 15:6  | 15:13 |       |       |   |
| 9.11 | Stany Zjednoczone | 3:2   | Węgry             | 15:10 | 10:15 | 14:16 | 15:1  | ?     |   |
| 9.11 | Chiny             | 3:2   | Japonia           | 8:15  | 15:12 | 15:9  | 11:15 | 15:13 |   |

Tabela
| Lp. | Drużyna           | Pkt | Mecze | Mecze | Mecze | Sety | Sety | Sety  |
| Lp. | Drużyna           | Pkt | M     | W     | P     | wyg. | prz. | ratio |
| --- | ----------------- | --- | ----- | ----- | ----- | ---- | ---- | ----- |
| 1   | Chiny             | 6   | 3     | 3     | 0     | 9    | 3    | 3.000 |
| 2   | Japonia           | 5   | 3     | 2     | 1     | 8    | 3    | 2.667 |
| 3   | Stany Zjednoczone | 4   | 3     | 1     | 2     | 4    | 8    | 0.500 |
| 4   | Węgry             | 3   | 3     | 0     | 3     | 2    | 9    | 0.222 |

### Grupa B
Wyniki
| Data | Drużyna 1        | Wynik | Drużyna 2 | 1     | 2     | 3     | 4     | 5     | * |
| ---- | ---------------- | ----- | --------- | ----- | ----- | ----- | ----- | ----- | - |
| 7.11 | Peru             | 3:0   | ZSRR      | 15:4  | 15:1  | 15:6  |       |       |   |
| 7.11 | Korea Południowa | 3:2   | Kuba      | 15:11 | 13:15 | 6:15  | 15:12 | 18:16 |   |
| 8.11 | Kuba             | 3:0   | ZSRR      | 15:6  | 15:5  | 15:9  |       |       |   |
| 8.11 | Korea Południowa | 3:2   | Peru      | 15:11 | 15:4  | 10:15 | 10:15 | 15:11 |   |
| 9.11 | Korea Południowa | 3:0   | ZSRR      | 15:8  | 15:8  | 15:4  |       |       |   |
| 9.11 | Kuba             | 3:1   | Peru      | 15:6  | 10:15 | 15:10 | 15:7  |       |   |

Tabela
| Lp. | Drużyna          | Pkt | Mecze | Mecze | Mecze | Sety | Sety | Sety  |
| Lp. | Drużyna          | Pkt | M     | W     | P     | wyg. | prz. | ratio |
| --- | ---------------- | --- | ----- | ----- | ----- | ---- | ---- | ----- |
| 1   | Korea Południowa | 6   | 3     | 3     | 0     | 9    | 4    | 2.250 |
| 2   | Kuba             | 5   | 3     | 2     | 1     | 8    | 4    | 2.000 |
| 3   | Peru             | 4   | 3     | 1     | 2     | 6    | 6    | 1.000 |
| 4   | ZSRR             | 3   | 3     | 0     | 3     | 0    | 9    | 0.000 |

## Runda finałowa

### Grupa 5-8
Wyniki
| Data  | Drużyna 1         | Wynik | Drużyna 2         | 1     | 2     | 3     | 4    | 5     | * |
| ----- | ----------------- | ----- | ----------------- | ----- | ----- | ----- | ---- | ----- | - |
| 12.11 | Peru              | 3:0   | Węgry             | 15:11 | 15:8  | 15:9  |      |       |   |
| 12.11 | Stany Zjednoczone | 3:1   | ZSRR              | 15:12 | 12:15 | 15:13 | 15:7 |       |   |
| 13.11 | Węgry             | 3:1   | Stany Zjednoczone | 7:15  | 18:16 | 16:14 | 15:2 |       |   |
| 13.11 | Peru              | 3:0   | ZSRR              | 15:10 | 15:2  | 15:6  |      |       |   |
| 14.11 | Węgry             | 3:0   | ZSRR              | 15:11 | 15:8  | 15:9  |      |       |   |
| 14.11 | Peru              | 3:2   | Stany Zjednoczone | 12:15 | 13:15 | 15:4  | 15:2 | 17:15 |   |

Tabela
| Lp. | Drużyna           | Pkt | Mecze | Mecze | Mecze | Sety | Sety | Sety  |
| Lp. | Drużyna           | Pkt | M     | W     | P     | wyg. | prz. | ratio |
| --- | ----------------- | --- | ----- | ----- | ----- | ---- | ---- | ----- |
| 1   | Peru              | 6   | 3     | 3     | 0     | 9    | 2    | 4.500 |
| 2   | Węgry             | 5   | 3     | 2     | 1     | 6    | 4    | 1.500 |
| 3   | Stany Zjednoczone | 4   | 3     | 1     | 2     | 6    | 7    | 0.857 |
| 4   | ZSRR              | 3   | 3     | 0     | 3     | 1    | 9    | 0.111 |

### Grupa 1-4
Wyniki
| Data  | Drużyna 1        | Wynik | Drużyna 2        | 1     | 2     | 3     | 4     | 5    | * |
| ----- | ---------------- | ----- | ---------------- | ----- | ----- | ----- | ----- | ---- | - |
| 13.11 | Japonia          | 3:0   | Kuba             | 15:1  | 15:9  | 15:10 |       |      |   |
| 13.11 | Korea Południowa | 3:1   | Chiny            | 15:12 | 15:9  | 17:15 |       |      |   |
| 14.11 | Kuba             | 3:0   | Korea Południowa | 15:7  | 16:14 | 15:3  |       |      |   |
| 14.11 | Japonia          | 3:1   | Chiny            | 15:4  | 15:9  | 13:15 | 15:9  |      |   |
| 15.11 | Chiny            | 3:2   | Kuba             | 6:15  | 15:6  | 12:15 | 15:13 | 15:9 |   |
| 15.11 | Japonia          | 3:1   | Korea Południowa | 15:6  | 15:11 | 9:15  | 15:10 |      |   |

Tabela
| Lp. | Drużyna          | Pkt | Mecze | Mecze | Mecze | Sety | Sety | Sety  |
| Lp. | Drużyna          | Pkt | M     | W     | P     | wyg. | prz. | ratio |
| --- | ---------------- | --- | ----- | ----- | ----- | ---- | ---- | ----- |
| 1   | Japonia          | 6   | 3     | 3     | 0     | 9    | 2    | 4.500 |
| 2   | Kuba             | 4   | 3     | 1     | 2     | 5    | 6    | 0.833 |
| 3   | Korea Południowa | 4   | 3     | 1     | 2     | 4    | 6    | 0.667 |
| 4   | Chiny            | 4   | 3     | 1     | 2     | 4    | 8    | 0.500 |

## Klasyfikacja końcowa
| Miejsce | Reprezentacja     |
| ------- | ----------------- |
| złoto   | Japonia           |
| srebro  | Kuba              |
| brąz    | Korea Południowa  |
| 4.      | Chiny             |
| 5.      | Peru              |
| 6.      | Węgry             |
| 7.      | Stany Zjednoczone |
| 8.      | ZSRR              |